# Flughafen Aracaju

i7
i11
i13
Der Flughafen Aracaju-Santa Maria (portugiesisch Aeroporto de Aracaju-Santa Maria, IATA-Code: AJU, ICAO-Code: SBAR) ist der Flughafen der Stadt Aracaju, im Bundesstaat Sergipe von Brasilien.
Er wird seit 2019 durch AENA betrieben.

## Geschichte
Der Flughafen wurde offiziell am 19. Januar 1958 eröffnet, jedoch schon in den Jahren davor gab es Flugbetrieb.
1961 wurde die Landebahn verlängert sowie das Passagierterminal vergrößert.
1975 übernahm die staatliche Infraero den Betrieb des Flughafens. Diese baute die Landebahn 1993 erneut aus und vergrößerte das Passagierterminal 1998 erneut.
2012 wurde ein weiteres Passagierterminal gebaut.
Am 15. März 2019 gewann die AENA eine Konzession, um den Flughafen die nächsten 30 Jahre zu betreiben.

## Fluggesellschaften und Ziele
Von Aracaju bietet die Azul Linhas Aéreas Flüge nach Belo Horizonte–Confins, Campinas, Recife und São Paulo–Congonhas an.
Die LATAM bietet Flüge nach Brasília und São Paulo–Congonhas an.

## Verkehrszahlen
Im Jahr 2022 verzeichnete der Flughafen 11.421 Flugbewegungen. Dabei wurden 961.575 Passagiere befördert und rund 2.002 t Fracht.

## Zwischenfälle
- 12. Juli 1951 – Eine Douglas DC-3/C-47B-13-DK der brasilianischen Linhas Aereas Paulistas (Luftfahrzeugkennzeichen PP-LPG) stürzte bei ungünstigen Wetterbedingungen während eines missglückten Durchstartversuchs am Flughafen von Aracaju ab. Der Flug wurde im Auftrag von Lóide Aéreo Nacional durchgeführt. Alle 33 Insassen kamen ums Leben, 5 Crewmitglieder und 28 Passagiere.[7]